# 남평 김씨
남평 김씨(南平金氏)는 한국의 성씨이다.

## 역사
양주 김씨(楊州金氏)에서 직계 분적된 본관으로 시조는 고려의 호족이었던 김창협(金昌協)이다.